# モハン・ドラゴン
モハン・ドラゴン（Mohan Dragon、1977年3月8日 - ）は、ネパールのラリトプル出身のキックボクサー。士魂村上塾所属。K-1 WORLD GP 2017 ウェルター級トーナメント準優勝。第4代Bigbangウェルター級王者。第7代MA日本スーパーライト級王者。

## 経歴
留学生として来日し、K-1に憧れて士魂村上塾の門を叩く。29歳で格闘技デビュー。パワフルなパンチと誰が相手でも真っ向勝負する「倒すか倒されるか」を信条とするスタイルで注目を集め、MA日本スーパーライト級王座を獲得。
2017年2月にはKrush-67kg王者・塚越仁志の持つベルトに挑み、強烈な右フックで塚越からダウンを奪い、塚越をあと一歩のところまで追い込んだ。憧れの舞台であったK-1でも攻撃的なスタイルで会場を沸かせた。2021年11月にABEMAで放送された『朝倉未来にストリートファイトで勝ったら1000万円』に出演し、朝倉未来にKO負けした。

## 戦績

### プロキックボクシング
| キックボクシング 戦績 | キックボクシング 戦績 | キックボクシング 戦績 | キックボクシング 戦績 | キックボクシング 戦績 | キックボクシング 戦績 | キックボクシング 戦績 |
| --------------------- | --------------------- | --------------------- | --------------------- | --------------------- | --------------------- | --------------------- |
| 41 試合               | (T)KO                 | 判定                  | その他                | 引き分け              | 無効試合              |                       |
| 20 勝                 | 13                    | 7                     | 0                     | 3                     | 0                     |                       |
| 18 敗                 | ?                     | ?                     | ?                     | 3                     | 0                     |                       |

| 勝敗 | 対戦相手           | 試合結果                    | 大会名 | 開催年月日     |
| ×    | 松山翔             | 3R終了 判定0-3              | 鐵拳-15 【MA日本スーパーウェルター級王座決定戦】                                                                            | 2023年6月25日  |
| ○    | 増田竜一           | 2R 2:56 TKO（パンチ連打）   | Knuckle’s15@熊本グランメッセ                                                                                                | 2023年4月23日  |
| ×    | イモト・ボルケーノ | 3R終了 判定0-3              | SHOOTBOXING 2021 YOUNG CAESER CUP CENTRAL                                                                                   | 2021年7月25日  |
| ×    | 村田聖明           | 3R終了 判定0-3              | SHOOT BOXING 2021 act.3 | 2021年6月20日  |
| ×    | 海人               | 3R終了 判定0-3              | SHOOT BOXING 2021 act.2 | 2021年4月10日  |
| ○    | 細越智己           | 3R終了 判定3-0              | HEAT 47 | 2020年9月13日  |
| ○    | ストロング小林     | 3R 2:30 KO（左フック）      | 村上祭Vol.4 | 2020年3月8日   |
| ○    | ジョージ           | 3R終了 判定3-0              | Bigbang 37 【Bigbangウェルター級王座決定戦】                                                                                | 2019年12月29日 |
| ×    | 久保優太           | 3R終了 判定0-3              | K-1 WORLD GP 2017 JAPAN 【初代K-1 WORLD GP初代ウェルター級王座決定トーナメント決勝戦】                                      | 2017年9月18日  |
| ○    | 山際和希           | 2R 2:58 KO（2ノックダウン） | K-1 WORLD GP 2017 JAPAN 【初代K-1 WORLD GPウェルター級王座決定トーナメント準決勝】                                          | 2017年9月18日  |
| ○    | 渡部太基           | 1R 2:15 KO（2ノックダウン） | K-1 WORLD GP2017 JAPAN 【初代K-1 WORLD GP初代ウェルター級王座決定トーナメント一回戦】                                       | 2017年9月18日  |
| ×    | 塚越仁志           | 3R 2:54 KO（3ノックダウン） | Krush.73 【Krush -67kg級タイトルマッチ】                                                                                    | 2017年2月18日  |
| ○    | 斎藤武彦           | 1R 0:42 KO（右フック）      | Krush.69 | 2016年9月30日  |
| ×    | 山際和希           | 3R 3:00 KO                  | Bigbang・統一への道 其の25                                                                                                  | 2016年6月5日   |
| ○    | 門田哲博           | 1R 1:37 KO                  | MA日本キック村上祭 Vol.1 | 2016年4月10日  |
| ×    | 為房厚志           | 5R終了 判定0-3              | MA日本キック 士道館新春興行MA日本4大タイトルマッチ～添野道場45周年記念大会～FIGHT FOR PEACE                                 | 2015年2月11日  |
| ×    | 大石駿介           | 1R 3:00 KO                  | MA日本キック DRAGON.5 ～THE ONE AND ONLY～ 門戸開放 【MA日本スーパーライト級タイトルマッチ】                                | 2014年4月13日  |
| ×    | 鈴木博昭           | 2R 2:17 TKO                 | SHOOT BOXING BATTLE SUMMIT～GROUND ZERO TOKYO 2013（S-cup2013 65kg日本トーナメント一回戦）                                  | 2013年11月16日 |
| ○    | 鈴木博昭           | 1R 2:51 KO（右フック）      | SHOOT BOXING BATTLE 2013 act.2                                                                                              | 2013年4月20日  |
| ○    | 菅原勇介           | 3R終了 判定2-0              | RISE 87 | 2012年3月27日  |
| ○    | 田中秀和           | 5R 2:40 KO                  | MA日本キック FIGHT FOR PEACE III 5大タイトルマッチ BREAK-22 ～士道館新春正月興行～ 【MA日本スーパーライト級タイトルマッチ】 | 2012年1月22日  |
| ○    | 巨輝               | 5R終了 判定3-0              | MA日本キック BREAK-15〜Gaia〜                                                                                               | 2011年7月2日   |
| ○    | 二朗               | 3R KO                       | BRAVE CORE | 2011年5月29日  |
| ○    | 深澤大輔           | 3R 2:44 KO                  | MA日本キック BREAK-7〜トリプルタイトルマッチ〜                                                                              | 2010年11月27日 |
| ○    | 豪鬼               | 1R 2:15 KO                  | MA日本キック BREAK-6 MA日本スーパーライト級王座決定トーナメント                                                             | 2010年10月10日 |

### アマチュアキックボクシング
| 勝敗 | 対戦相手   | 試合結果          | 大会名          | 開催年月日    |
| ×    | おぐちゃん | 1分1R終了 判定3-0 | BreakingDown6.5 | 2022年12月4日 |
| ×    | 吉永啓之輔 | 1分1R終了 判定0-5 | BreakingDown5   | 2022年7月17日 |
| ○    | 佐々木大   | 1分1R終了 判定2-1 | BreakingDown4   | 2022年3月21日 |

## 獲得タイトル
- 第7代MA日本スーパーライト級王座
- 第4代Bigbangウェルター級王座

## 出演
- 朝倉未来にストリートファイトで勝ったら1000万円（2021年11月、AbemaTV）